# Округ Честер (Тенеси)
Округ Честер (енгл. Chester County) је округ у америчкој савезној држави Тенеси.

## Демографија
По попису из 2010. године број становника је 17.131, што је 1.591 (10,2%) становника више него 2000. године.
| Група             | 2000.          | 2010.          |
| Белци             | 13.612 (87,6%) | 14.837 (86,6%) |
| Афроамериканци    | 1.558 (10,0%)  | 1.569 (9,2%)   |
| Азијати           | 36 (0,2%)      | 60 (0,4%)      |
| Хиспаноамериканци | 150 (1,0%)     | 343 (2,0%)     |
| Укупно            | 15.540         | 17.131         |